# Mistrzostwa Europy w Judo 1969
18. Mistrzostwa Europy w Judo odbyły się w dniach 15-18 maja 1969 roku w Ostendzie.

## Klasyfikacja medalowa
| Miejsce | Państwo    |   |   |    | Razem |
| ------- | ---------- | - | - | -- | ----- |
| 1       | Holandia   | 3 | 1 | 3  | 7     |
| 2       | ZSRR       | 2 | 3 | 3  | 8     |
| 3       | Francja    | 1 | 0 | 4  | 5     |
| 4       | RFN        | 1 | 0 | 0  | 1     |
| 5       | NRD        | 0 | 2 | 0  | 2     |
| 6       | Polska     | 0 | 1 | 1  | 2     |
| 7       | Austria    | 0 | 0 | 1  | 1     |
| 7       | Belgia     | 0 | 0 | 1  | 1     |
| 7       | Jugosławia | 0 | 0 | 1  | 1     |
| Razem   | Razem      | 7 | 7 | 14 | 28    |

## Medaliści

### Mężczyźni
| Konkurencja: | Złoto:                                                                            | Srebro:                                                                                      | Brąz: |
| −63 kg       | Serge Feist                                                                       | Dieter Scholz                                                                                | Jean-Jacques Mounier Stanko Topolčnik |
| −70 kg       | David Rudman                                                                      | Antoni Zajkowski                                                                             | Czesław Kur Patrick Vial |
| −80 kg       | Anatoli Bondarenko                                                                | Otto Smirat                                                                                  | Martin Poglajen Jan Snijders |
| −93 kg       | Peter Snijders                                                                    | Vladimir Pokatayev                                                                           | Martin Segers Pierre Guichard |
| Wim Ruska    | Giwi Onaszwili                                                                    | Erich Butka Witalij Kuzniecow                                                                | |
| −Open        | Wim Ruska                                                                         | Anzor Kibrotsashvili                                                                         | Dirk Eveleens Vladimir Saunin |
| Drużynowo    | Harry Utzat · Gerd Egger · Wolfgang Hofmann · Peter Herrmann · Alfred Meier · RFN | Jan Gietelinck · Eddy van der Poel · Martin Poglajen · Peter Snijders · Wim Ruska · Holandia | Siergiej Suslin · Roin Magaltadze · Anatoly Bondarenko · Viktor Kairis · Vladimir Pokatayev · Witalij Kuzniecow · ZSRR · Serge Feist · Pierre Guichard · Jean-Luc Rougé · Jacques Noris · François Besson · Francja |